# Domenico Basciano
Pour l’article homonyme, voir Basciano.
Domenico Basciano, dit également Dominique Basciano, né à Tunis en 1911 et mort en 2012 à 101 ans, est un architecte italien qui a marqué le paysage architectural de Casablanca (Maroc),,.

## Biographie
Arrivé au Maroc en 1922, Domenico Basciano travaille chez l'architecte Marius Boyer en 1930 et 1931 avant de faire ses études d'architecture aux Beaux-Arts de Paris. Il devient architecte diplômé D.P.L.G. en 1939 et intègre l'école polytechnique de Milan, la même année. 
Autorisé à exercer en 1949, il participe à de nombreux concours. Dès 1960, ses réalisations deviennent extrêmement abondantes. On peut donc citer à son actif : la villa Tissot (ex- rue de Staël), le cinéma Lynx, l'aérogare de Tit  Mellil réalisé avec Jean-François Zevaco en 1951, l'école Jeanne Hachette toujours avec Zevaco, le cinéma Rif, le cinéma Atlas, la salle du Lux, la modernisation du stade Philip.
Il construit de nombreux édifices à Casablanca durant les années 1950 et 1960 dont les cinémas Lynx, Rif et Lux, ainsi que l'aérogare de Tit-Mellil, avec  Jean-François Zevaco  et Paolo Messina.
Centenaire, il est considéré au début des années 2000 comme la mémoire vivante des Italiens du Maroc.

## Principales réalisations

### À Casablanca
- en 1952 Villa Tissot, rue de Staël
- entre 1950 et 1951 Cinéma Lynx, Av. Mers-Sultan
- en 1951 Aérogare, Tit-Mellil, avec Jean-François Zevaco
- en 1951 Ecole Jeanne Hachette, avec Jean-François Zevaco et Paolo Messina
- en 1952 Villa Tissot, rue de Staël
- en 1954 Classement type primaire
- en 1954 Immeuble G. Laperna (Socony Vacuum), rue de l’Horloge
- en 1955 Groupe scolaire, pl. Mirabeau
- en 1955 Ecole rurale, Saint-Jean de Fédala
- entre 1954 et 1955 Groupe scolaire, rue des Anglais
- entre 1954 et 1955 Immeuble pour le Service financier, pl. Lyautey
- en 1958 Cinéma Rif, av. des Forces armées royales, avec Gaspare Basciano et Armand Riccignuolo
- en 1958 Groupe scolaire, Carrières centrales
- entre 1958 et 1962 Habitation populaires, derb Jdid (Hay Hassani)
- en 1960 Groupe scolaire, Sidi Bernoussi
- en 1960 Cinéma Atlas, rue Blanquefort
- en 1968 Ecole professionnelle italienne
- en 1968 Cinéma Lux, Bd de Marseille
- entre 1990 et 1997 Modernisation du stade Philip